# Pseudocolus
Кальмарник (Pseudocolus) — рід грибів родини Phallaceae. Назва вперше опублікована у 1907 році.

В Україні зростає Кальмарник веретеноподібний (Pseudocolus fusiformis), що включений до третього видання Червоної книги України (2009 р.).

## Галерея

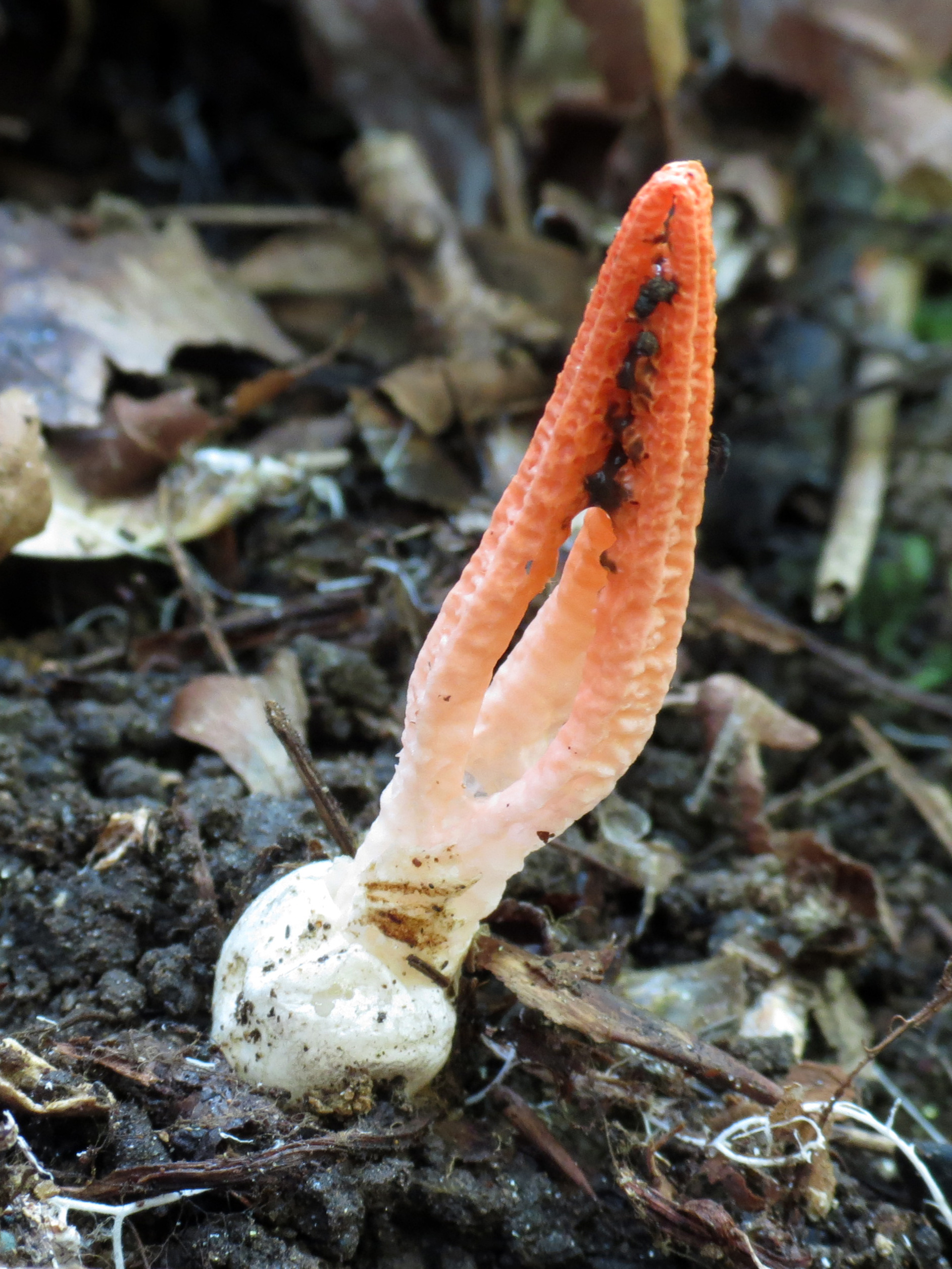
«Смердючий кальмар» Pseudocolus fusiformis
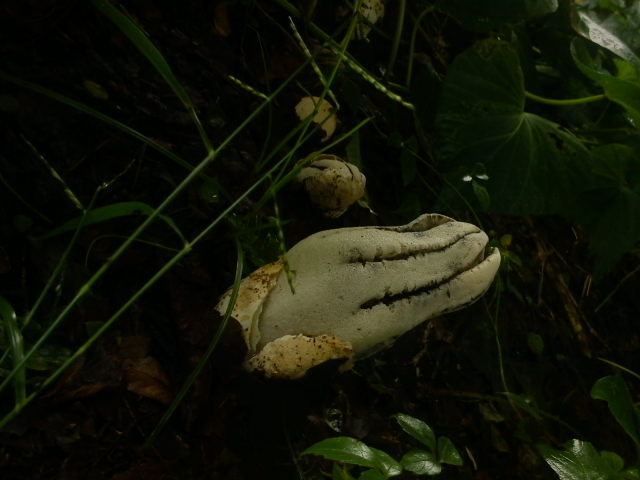
Pseudocolus grandis
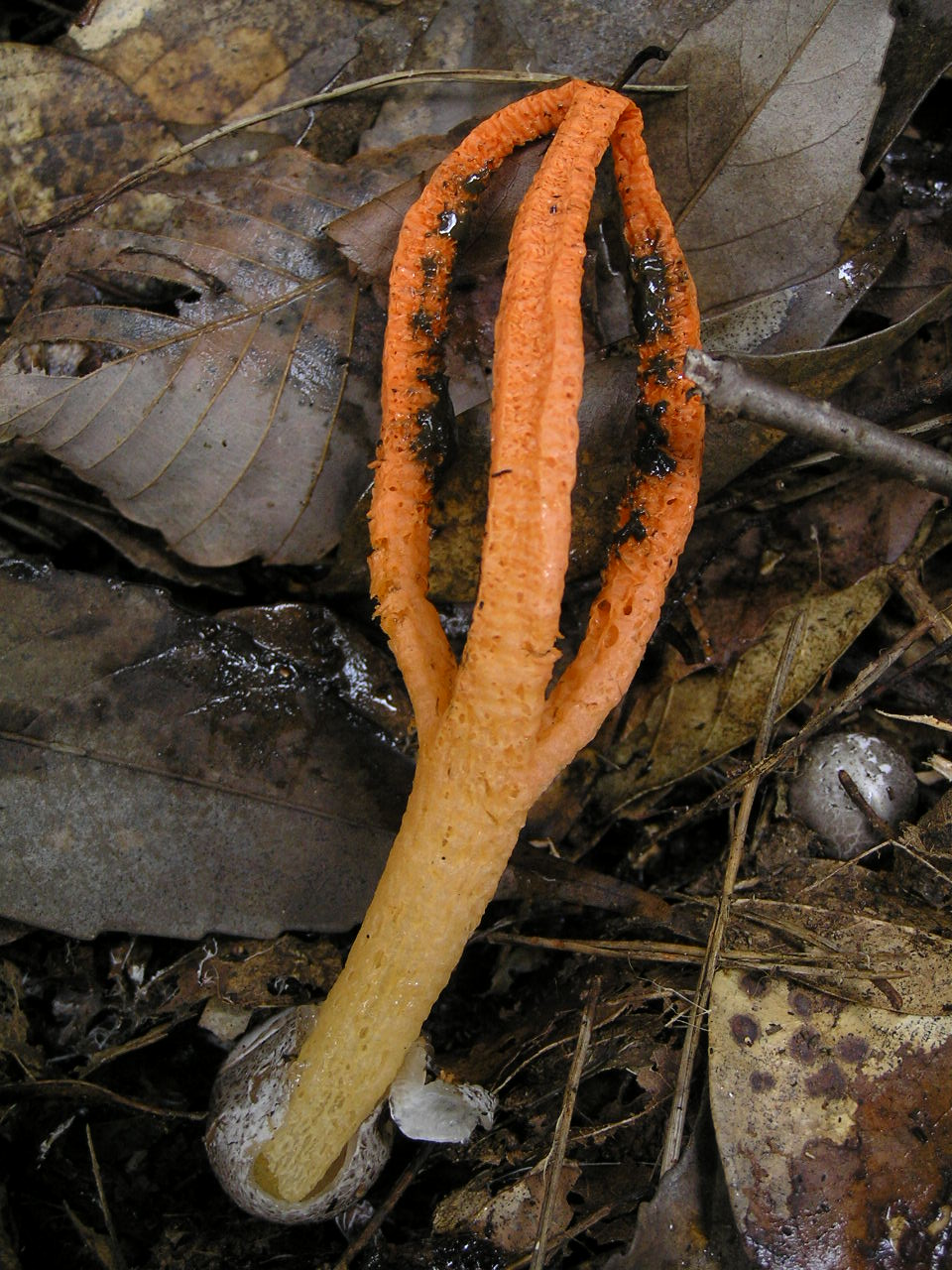
Pseudocolus schellenbergiae